# 凸版利豐雅高
凸版利豐雅高有限公司（英語：Toppan Leefung (Hong Kong) Ltd.，前稱利豐雅高，除牌當時為0623.HK）是在1960年由商人楊氏家族創立，曾在1991年在香港交易所上市，其主要業務生產印刷，其中國內業務比重最多。
2003年，被新加坡上市的新加坡國家印刷集團股份有限公司收購。2004年，向母公司收購兩家立體圖書印刷產業，包括：全美排版有限公司及艺彩(香港)有限公司。而在2006年，被母公司私有化後，撤銷香港上市。但在2008年，被日本東京上市公司凸版印刷收購，換言之，母公司又在新加坡退出股票市場。新加坡母公司現名。

## 資料來源
- 凸版利豐雅高印刷（深圳）有限公司引進ROTOMAN商業輪轉印刷機[永久]
- 凸版利丰雅高北京印刷产业基地落成典礼隆重举行（页面存档备份，存于）

## 外部連結
- toppanleefung.com（页面存档备份，存于）